# Felipe Kannenberg
Felipe Kannenberg (Porto Alegre, 16 de dezembro de 1972) é um ator brasileiro. Coleciona mais trabalhos em cinema.
De origem alemã, estudou Artes Cênicas, na Universidade de Brasília, e Introdução ao Método do Atorm na CPT- Centro de Pesquisa Teatral do Sesc, com Antunes Filho. Ainda participou da Oficina de Atores da Rede Globo. Foi integrante do grupo Beton- Cia de Dança Contemporânea- de 1994 a 1996.

## Filmografia

### Televisão
| Ano  | Título                     | Personagem              | Notas                                  |
| ---- | -------------------------- | ----------------------- | -------------------------------------- |
| 2024 | O Som e a Sílaba           | Bruce Procter           | [ 3 ]                                  |
| 2022 | Não Foi Minha Culpa        | Timothy Muller          | Episódio: "Raíssa"                     |
| 2020 | Desalma                    | Polaco                  | 2 episódios                            |
| 2019 | Chuteira Preta             | Dr. Yuri Konsalik       |                                        |
| 2015 | Milagres de Jesus          | Jared                   | Episódio: "O Publicano e o Jovem Rico" |
| 2014 | Geração Brasil             | Solano Pimentel         |                                        |
| 2014 | A Segunda Dama             | Dr. Teixeira            | 1 episódio                             |
| 2012 | Rei Davi                   | Aquis                   |                                        |
| 2011 | Mulher de Fases            | Lúcio                   | Episódio: "Um Açougueiro e um Devoto"  |
| 2010 | A Cura                     | Dr. Bartolomeu          |                                        |
| 2010 | Guerra e Paz               | Wilhelm Pommer          |                                        |
| 2010 | Bipolar                    | Gustavo                 |                                        |
| 2009 | Bela, a Feia               | Frederico               |                                        |
| 2007 | Mandrake                   | Alfred                  |                                        |
| 2006 | Minha Vida É uma Novela    | Henrique                |                                        |
| 2006 | Avassaladoras - A Série    | Bruno                   | Episódio: "Complexo de Cinderela"      |
| 2006 | Cidadão Brasileiro         | Frederico               |                                        |
| 2005 | Olhai os Lírios dos Campos | Eugênio                 |                                        |
| 2005 | Mad Maria                  | Martin, operário alemão |                                        |
| 2000 | Aquarela do Brasil         | Axel Bauer              |                                        |
| 1998 | Contos de Natal            | Joaquim Fonseca         | Episódio: "Sinal dos Tempos"           |

### No Cinema

#### Como Ator
| Ano  | Título                                              | Personagem                       |
| ---- | --------------------------------------------------- | -------------------------------- |
| 2023 | Um Dia Cinco Estrelas                               | Dênis                            |
| 2023 | O Caminho de Hans                                   | Pai                              |
| 2022 | Primavera                                           | Alphonse                         |
| 2022 | Sem Fôlego                                          | Anton Miller                     |
| 2021 | Doutor Gama                                         | Português                        |
| 2020 | Irmã                                                | Carlos                           |
| 2020 | Depois de Ser Cinza                                 | Carlos                           |
| 2019 | Bio - Construindo uma Vida                          | Pastor /Diretor do Colégio       |
| 2019 | A Pedra                                             | Júlio                            |
| 2019 | Leste Oeste                                         | Ezequiel                         |
| 2016 | Toro                                                | Gustavo                          |
| 2013 | Casa da Mãe Joana 2                                 | Thomas De Brusso                 |
| 2012 | Nove Crônicas Para um Coração aos Berros            | Philipp                          |
| 2012 | Os Senhores da Guerra Parte II – Passo da Cruz      | Capitão Ulisses Coelho           |
| 2011 | Os Senhores da Guerra Parte I – Passo das Carretas' | Capitão Ulisses Coelho           |
| 2011 | Menos Que Nada                                      | Dante Becker                     |
| 2010 | Amores Imperfeitos                                  | Julio                            |
| 2010 | 400 Contra 1 - Uma História do Crime Organizado     | Custódio                         |
| 2009 | Eu e Meu Guarda-chuva                               | Yastuvast, oficial aeroportuário |
| 2009 | A Mulher Invisível                                  | Dick                             |
| 2008 | Canção de Baal                                      | Eckart                           |
| 2008 | Polaroides Urbanas                                  | Heinrich                         |
| 2007 | Meteoro                                             | Hans                             |
| 2007 | Não Por Acaso                                       | Hermann, o tradutor              |
| 2007 | Nossa Senhora de Caravaggio                         | Franchesco                       |
| 2006 | Ouro Negro - A Saga do Petróleo Brasileiro          | Otto Manheimer                   |
| 2005 | Gaijin - Ama-me Como Sou                            | Georg Muller                     |
| 2005 | Diário de Um Novo Mundo                             | Coronel Osório                   |
| 2004 | Irmãos de Fé                                        | Estevão                          |
| 2004 | Olga                                                | Oficial Alemão                   |
| 2002 | A Paixão de Jacobina                                | Robinson                         |
| 1994 | Louco Por Cinema                                    | Lula                             |

#### Outras Funções
| Ano  | Título                | Papel                  |
| ---- | --------------------- | ---------------------- |
| 2007 | 9 Minutos             | diretor                |
| 2008 | O Natimorto           | câmera de Making Of    |
| 2000 | Cronicamente Inviável | assistente de produção |
| 1999 | Sargento Garcia       | preparador de elenco   |